# تشارلز إل. فريمان
تشارلز إل. فريمان (بالإنجليزية: Charles L. Freeman)‏ هو مونتير ومحرر الصوت أمريكي، ولد في 21 أغسطس 1908 في كاليفورنيا في الولايات المتحدة، وتوفي في 10 أبريل 2001 في شيرمان أوكس في الولايات المتحدة.

## وصلات خارجية
- تشارلز إل. فريمان على موقع IMDb (الإنجليزية)
- تشارلز إل. فريمان على موقع قاعدة بيانات الأفلام السويدية (السويدية)
- تشارلز إل. فريمان على موقع كينوبويسك (الروسية)